# Монгала (провінція)
Монгала (фр. Mongala) - провінція Демократичної Республіки Конго, розташована на півночі країни. Адміністративний центр - місто Лісала.

## Географія
До конституційної реформи 2005 року Монгала була частиною колишньої Екваторіальної провінції. Провінція знаходиться на північний захід від річки Конго.
Населення провінції - 1 793 564 чоловік (2005) .

## Території
- Бонганданга
- Бумба
- Лісала